# NGC 4642
NGC 4642 је спирална галаксија у сазвежђу Девица која се налази на NGC листи објеката дубоког неба.
Деклинација објекта је - 0° 38' 42" а ректасцензија 12h 43m 17,6s. Привидна величина (магнитуда) објекта NGC 4642 износи 13,0 а фотографска магнитуда 13,8. NGC 4642 је још познат и под ознакама UGC 7893, MCG 0-33-4, CGCG 15-7, IRAS 12407-0022, PGC 42791.